# 多勒区
多勒区（法語：Arrondissement de Dole）是法国勃艮第-弗朗什-孔泰大区汝拉省的一个区。该区在2017年1月汝拉省的区重组之后有190个市镇。